# Neosybra granulipennis
Neosybra granulipennis är en skalbaggsart som beskrevs av Stefan von Breuning 1954. Neosybra granulipennis ingår i släktet Neosybra och familjen långhorningar. Inga underarter finns listade i Catalogue of Life.